# Madeleine, zéro de conduite
Pour plus de détails, voir Fiche technique et Distribution.
Madeleine, zéro de conduite (titre original : Maddalena… zero in condotta) est un film italien réalisé par Vittorio De Sica en 1940.

## Synopsis
Mademoiselle Elisa enseigne l'écriture commerciale dans une école de filles, où, par habitude, toutes les lettres sont envoyées à un certain monsieur Hartmann de Vienne qui en fait n'existe pas, à une adresse aussi inexistante que lui. Mais Elisa est une vraie romantique, et elle confie ses rêves aux lettres qu'elle rédige au fantôme Hartman. Et l'une d'elles est trouvée par Maddalena Lenci, dont la copine, croyant bien faire, la poste. Mais Alfredo Hartman, qui existe réellement à cette adresse et reçoit alors la lettre, part à Rome pour rencontrer cette Elisa.

## Fiche technique
- Titre : Madeleine, zéro de conduite
- Titre original : Maddalena, zero in condotta
- Réalisation : Vittorio De Sica
- Scénario : Ferruccio Biancini, d'après une pièce de László Kádár, Magdát Kicsapjá
- Photographie : Mario Albertelli - Noir et blanc
- Musique : Nuccio Fiorda
- Décors : Gastone Medin
- Production : Titanus (Rome)
- Durée : 79 minutes
- Pays :  Royaume d'Italie
- Sortie : 18 décembre 1940 Royaume d'Italie

## Distribution
- Carla Del Poggio : Maddalena Lenci
- Vittorio De Sica : Alfredo Hartman
- Vera Bergman : L'enseignante Elisa Malgari
- Eva Dilian : Eva Barta, la privatista
- Amelia Chellini : La directrice
- Pina Renzi : Le professeur Varzi
- Paola Veneroni : L'élève Varghetti, la rapporteuse
- Dora Bini : L'élève Caricati
- Enza Delbi : Une élève
- Roberto Villa : Stefano Armani
- Armando Migliari : Malesci, professeur de chimie
- Guglielmo Barnabò : M. Emilio Lenci
- Giuseppe Varni : Amilcare Bondani, le concierge
- Arturo Bragaglia : Sila, professeur de gymnastique